# Vyjednávání
Vyjednávání (z angl. negotiation) definuje H. Vykopalová v knize Komunikace jako součást profese jako proces, jehož pomocí se dvě strany s odlišným vnímáním, s odlišnými potřebami a motivy pokoušejí shodnout na věci společného zájmu.
S vyjednáváním se setkáváme tam, kde se jeden druhého snažíme ovlivnit, přesvědčit, kde se o něčem rozhodujeme. Jedná se o proces, ve kterém dochází ke vzájemné výměně informací a k rozhodování. Předtím než začneme vyjednávat, je nutno znát své slabé a silné stránky. Dále bychom měli vědět, jaký jsme vyjednavačský typ a jaké kvality a slabiny má náš komunikační partner.

## Vznik moderního vyjednávání
Podle bývalého vyjednavače FBI s únosci Chrise Vosse se až do Nixonovy vlády proces vyjednávání omezoval na vyslání silových složek k osvobození rukojmích.
Zlom nastal ve dvou krocích na Harvardově univerzitě. V roce 1979 vznikl Harvard Negotiation Project (HNP), který se v roce 1983 transformoval na Program on Negotiaion (PON). U jeho vzniku stáli autoři knihy Jak dosáhnout souhlasu Roger Fisher a William Ury. Původní koncept spoléhal na racionalitu, což se povedlo vyvrátit společně ekonomu Amosu Tverskymu a psychologovi Danielu Kahnemanovi v takzvané Prospektivní teorii, kde prokázali, že lidé se rozhoduji iracionálně.
Voss dále uvádí, že FBI přehodnotila po několika neúspěšných „racionální“ vyjednávací přístup a zaměřila se na emoce. Voss vychází z teorie „Taktické empatie“.

## Umění vyjednávat
Vyjednavatel musí mít jistý specifický typ znalostí a dovedností. Jejich prostřednictvím může získat komunikující na svou stranu.
Při vyjednávání jsou určujícími faktory mimo jiné:
- informace
- čas
- moc

Čím více informací máme, tím lépe a zacíleněji můžeme dotyčného přesvědčovat. Na vyjednávání je potřeba mít také dostatek času. Moc můžeme definovat jako prostředek uskutečňování cílů.

### Vyjednávači
Většinu vyjednavačů můžeme podle Vykopalové rozdělit do tří kategorií:
- Tvrdí vyjednavači chtějí své zájmy a potřeby prosadit za každou cenu. Jejich partneři se mohou po skončení jednání cítit často jako podvedeni nebo oklamáni.
- Měkcí vyjednavači ve většině případů svému komunikačnímu partnerovi ustupují a na konci vyjednávání odcházejí „poraženi“, připadají si sami zneužití. Stává se tak i v případě, že akt vyjednávací iniciovali. Zejména u melancholických charakterotypů toto může mít velmi nepříjemné psychologické důsledky.
- Konzultativní vyjednavač se snaží o uzavření dohody, aby byly uspokojeny potřeby a zájmy obou vyjednávacích stran. Uplatňuje do vyjednávání principy, které v pragmalingvistické teorii definujeme jako princip já jsem ok - ty jsi ok.

Další pohled na typologii dělí vyjednavače na:
- Akomodační typ je zaměřen na vztahy. V rámci reciprocity nabízí jako první. Jeho nabídka není motivována přijímáním. Vidí se jako přátelský. Ostatní ho mohou vnímat jako příliš mluvného.
- Analytický typ je zaměřen na získávání informací a práci s fakty. Je přirozeným skeptikem. Dá jen to, nad čím už měl možnost přemýšlet. Pokud má nabídku přijmout jako první, vidí v ní past. Sebe vidí jako realistického a připraveného. Druzí ho mohou vnímat jako odtažitého.
- Asertivní typ vyžaduje respekt. V rámci reciprocity je připraven přijímat a nic za to nenabízet. Pokud něco dostane, očekává zpět minimálně stejné plnění. Vnímá se jako upřímný a logický. Ostatní ho vnímají jako agresivního.

### Principy vyjednávání
Před samotným vyjednáváním je třeba stanovení cílů a volby strategie. Vykopalová vymezuje cíle jako ideální (maximální, pro vyjednavače nejlepší, stanovené v úvodu) a minimální (spodní hranice toho, co můžeme či musíme vyjednat - často se aktivuje na konci vyjednávání jako tzv. nejhorší řešení).
Strategie vyjednávání je důležitá. Připomeňme, že taktikou míníme spíše krátkodobé aktivity, zatímco strategií ty dlouhodobé.

## Přístupy k vyjednávání

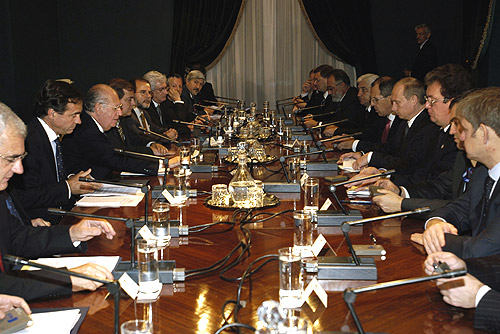
Vyjednávání mezi Ruskem a Chile

H. Vykopalová ve své knize rozlišuje 3 základní přístupy k vyjednávání podle toho, jakým způsobem partneři při vyjednávání postupují při přibližování svých pozic:
Přístup výhra-výhrau tohoto přístupu se partneři snaží dohodnout na věci společného zájmu tak, aby byly spokojeny obě vyjednávací strany. Proces probíhá bez nátlakových metod a údajně je z dlouhodobého hlediska pro spolupráci nejefektivnější.
Přístup výhra-prohraje typický tím, že jeden z partnerů chce získat maximální výhody pro sebe, a to i za cenu nevýhod pro druhého partnera. Nátlakové techniky zde svoje místo mají. Může ale dojít například k poškození image firmy, osoby atp.
Poziční vyjednáváníje zvláštním typem vyjednávání. * přibližování pozic, kdy obě strany vědí, že uskutečnění jejich požadavků je nereálné a budou muset vyjednávat o ústupcích nebo slevování z původních návrhů. Celý proces pak provází fáze jako vymezování pozic, dohoda a upevňování pozičního rámce. Pokud upevňujeme vlastní pozici příliš horlivě s mnoha minusy pro komunikačního partnera, může vyjednávání skončit neshodou. Tento způsob pozičního vyjednávání může být také taktikou vedoucí k předem plánované nedohodě.

## Vyjednávací dovednosti
Ve vyjednávání aktivujeme jisté konkrétní dovednosti. Rozlišujeme většinou dovednosti konvenční, neboli tradiční a nekonvenční.
Tradiční vyjednávací dovednosti:
- používání otevřených otázek, což jsou otázky, na které komunikační partner neodpovídá ano - ne... typicky začínají slovy proč, co, jak … (opakem je otázka uzavřená)
- parafrázování, tedy reformulace sdělení komunikačního partnera. Může působit jako projevení zájmu, ale je to také prostředek pro získání času, zpětnou vazbu a podobně.
- odmlčení se, kdy od druhé strany očekáváme sdělení dalších informací, u druhé strany může vyvolat negativní reakce
- občasné shrnutí je dovednost, která nám pomáhá udržet jednání v konkrétním rámci, a slouží k přehlednosti při vyjednávání. Může bohužel působit dojmem zdržování.
- akceptování pocitů a emocí je důležitou složkou jakékoliv komunikace, včetně komunikace tzv. asertivní. U vyjednávání je diagnostika pocitů partnera základním prostředkem efektivity jednání.

Nekonvenční vyjednávací dovednosti:
- záměrné neporozumění, tj. nepochopení druhé strany, kdy je druhá strana nucena všechno lépe vysvětlit, zopakovat a popřípadě poskytnout další informace. Může vyvolat nelibost a nechuť k další komunikaci;
- zveličování řečeného, užívají se slova jako nikdy, vždycky, každý, nikdo. Toto může působit manipulativně;
- nečekaný tah nastává, když v průběhu vyjednávání dojde k nečekané změně tématu, k nečekané reakcí nebo chování, které odvrátí pozornost jiným směrem. Tato dovednost správně funguje pouze při prvním či jediném užití v komunikačním rámci, jinak může působit odmítavě a vyvolat agresivitu;
- sarkasmus, tj. kousavé zesměšňování druhé strany, vyvolává emotivní reakce;
- zahlcení, druhá strana je zasycena velkým množstvím přebytečných informací, které není schopna pochopit, zvážit je a rozhodnout se. Pomocí této dovednosti můžeme s druhou stranou manipulovat, ale s rizikem ztráty důvěry;
- manipulace s kompetencemi je taktika užívaná pro získání času pro vyjednávání či převahy. Přesvědčujeme druhého o vlastních kompetencích.

Vyjednávání je součástí komunikace všednodenní i vázané na specifické prostředí. Český ekvivalent výrazu negotiation je negociace.